# Glen Jackson
Glen Warwick Jackson (nascut el 23 d'octubre de 1975 a Feilding, Nova Zelanda) és un àrbitre professional de rugbi que representa a la Federació neozelandesa de Rugbi. Jackson també fou jugador del Bay of Plenty i del Waikato a la NPC (National Provincial Championship) i Saracens a la Premiership on va arribar a disputar la final de la temporada 2009-2010. Les seves bones actuacions li van permetre debutar amb els All Blacks i els Barbarians.
L'any 2010, Jackson es retira com a jugador i torna a Nova Zelanda per dedicar-se a l'arbitratge. La seva progressió és molt ràpida, i de seguida és promocionat per arbitrar partits tant del Super15 com del The Rugby Championshit Dins d'un any del retorn de Jackson a Nova Zelanda, va anar de refereeing provincial rugby jocs en el Heartland Campionat a officiating en la Copa d'ITM dalt de tot nivell provincial a ser un àrbitre d'ajudant en Super Rugby competència. L'any 2015, també fa el seu debut al Torneig de les Sis Nacions en el partit entre Escòcia i Gal·les a Murrayfield. Suma més de 100 partits internacionals si es té en compte la seva carrera com jugador i àrbitre. Fou un dels àrbitres seleccionats per la Copa del Món de Rugbi de 2015.